# José González Lucas
José Alejandro González Lucas, conhecido como Pepe Dominguín (Madrid, 19 de março de 1922 - Madrid, 6 de julho de 2003) foi um matador de touros espanhol.
Filho de Domingo Dominguín e irmão de Luis Miguel Dominguín e de Domingo Dominguín, seria também tio avô dos irmãos Francisco e Cayetano Rivera Ordoñez, todos matadores de touros. Debutou com picadores aos 14 anos, iniciando um percurso que o levaria à alternativa, ocorrida oito anos mais tarde.
Tomou a alternativa em Las Ventas, corria o ano de 1944, mais precisamente a 15 de maio, Dia de Santo Isidro. Teve como padrinho Antonio Bienvenida e como testemunha Morenito de Talavera, lidando um touro chmado Berreón, de J. Buendía.
Destacado sobretudo pela forma como executava a sorte de bandarilhas, atuou inúmeras tardes com os seus irmãos Domingo e Luis Miguel.
Além de toureiro, Pepe Dominguin foi também uma figura interventiva na sociedade espanhola. Publicou vários livros, sendo o mais conhecido Mi gente, um livro de memórias, onde abordava os segredos e interioridades do espetáculo tauromáquico. Em Rojo y oro deixou claro o seu pensamento ideológico, antifranquista e comunista. Foi também pintor.
Foi casado com a atriz María Rosa Salgado. Foi ainda tio da socialite Carmen Ordoñez e do cantor Miguel Bosé; e tio avô da manequim Bimba Bosé e do ator e manequim Nicolás Coronado